# Louis Prat
Louis Prat (1899 – 1966) è stato uno schermidore francese, vincitore di due medaglie d'argento ai Campionati Internazionali di scherma.